# Георгиос Алексиу
Георгиос Алексиу, известен като Макрис (на гръцки: Γεώργιος Αλεξίου - Μακρής), е гръцки революционер, капитан на чета на гръцката въоръжена пропаганда в Македония, агент от ІІ ред.

## Биография
Алексиу е роден в западномакедонския град Гревена, тогава в Османската империя. Присъединява се към гръцката въоръжена пропаганда в Костурско. Заедно с четата на Спиридон Болас се опитва да помогне на Алексис Караливанос, който обаче е разгромен от турската армия. След това събитие, Алексиу бяга в Лариса, Гърция. Връща се в Македония под командването на Аристидис Маргаритис. От 1904 до 1905 година действа в Кастанохорията, заедно с други андартски чети, за да върнат граничните български села в областта към Патриаршията. Работи в тясно сътрудничество с Михаил Цондос в селата Бела църква и Жиковища. След предателство четата му е обкръжена от войска в Цукалохори (Чърчища), но четата му успява да се измъкне с минимални загуби. През октомври 1910 година е арестуван от младотурската власт и осъден на доживотен затвор. Участва в Балканската война от 1912 - 1913 година.